# あしたの今日子さん
『あしたの今日子さん』（あしたのきょうこさん）は、いわさきまさかずによる日本の漫画。
本作は、千葉県柏市を舞台に、女子高生勇者一行と魔王一味のまともに戦わない日常を描いた、地元色あふれるコメディ漫画である。とくに柏駅周辺が描かれることが多く、背景は現地の街並みを忠実に再現している。また、千葉県や柏市のローカルな話題が随所に見られる。
『電撃大王ジェネシス』（アスキー・メディアワークス）にて『2010 WINTER』（創刊号、1月発売）より連載されていたが、同誌は『2012 Vol.6』をもって休刊となった。その後、2013年4月26日より『月刊コミック電撃大王』（同社刊）の公式サイト内のウェブコミックとして毎月10日更新で連載が再開され、2018年2月10日に完結した。また『月刊コミック電撃大王』2012年7月号 - 10月号および2013年3月号に特別編が掲載されている。『コミック電撃だいおうじ』（同社刊）においても2013年9月発売の創刊号から2018年3月号まで連載。
千葉県柏市発の市民公益活動団体「できる街プロジェクト」が企画する、2024年開始予定のアニメ『超普通県チバ伝説』の第6話でコラボレーション回が放送される予定。

## あらすじ
太古の昔より1000年に一度、魔界より魔王が降臨するとき、勇者もまた立ち上がる。現代日本の柏駅前に突き刺さっていた聖剣エクスカリバーを引き抜いて3代目勇者になったのは、一介の女子高生、今日子だった。対する人間界征服を企む3代目魔王は、まったく威厳のない存在だった。

## 登場人物
担当声優は、『超普通県チバ伝説』コラボレーション回でのキャスト。

### 伝説の一行（パーティー）
市川 今日子（いちかわ きょうこ） 【3代目勇者】
- 声 - 二ノ宮ゆい[2]
  - 装備 - エクスカリバー（剣）

伝説の剣を引き抜いて勇者となった柏市在住の女子高生。17歳。身長150センチ。バストはCカップ未満。血液型O型。
容姿端麗・成績優秀で人当たりも良く、笑顔の可愛い美少女として評されており、金持ちらしい素振りはあまり見せないが、自宅はメイドや老執事もいるかなり立派な屋敷である。だが、本来の性格は冷酷で、由や魔王などには暴力的で暴言も惜しまず、先の評価も猫かぶりの結果。しかし、中身は純情な乙女で、将来を考え勉学に真面目に勤しみ、貞操観念も強めである。
勇者としての使命には興味はないが、魔王と由は容赦なく蹴り倒し、プロレス技も使う。身体能力も高く、持久走は適当にやっても校内一位で、魔王の繰り出す魔物を一蹴する。一方で犬が大の苦手という弱点があり、可愛くデフォルメされたぬいぐるみでも耐えられない。
パーティでは他が癖がありすぎる者ばかりなので、突っ込み役となる。
我孫子 由（あびこ ゆう） 【3代目戦士】
- 声 - 木戸衣吹[2]
  - 装備 - ボルトアックス（戦斧）
  - 特殊能力 - 『超腕力（アイアンアーム）』：2トンの物体も軽々と持ち上げられる怪力。

今日子と同じ学校に通っている女子高生。Dカップ。血液型AB型。
下品な言動が多く、男好きでとくに年上の男子（というより中年男性）が好みで、複数の「男の子」（妻子持ち多数）から物を貰ったり奢ってもらったりする生活を送る。3日男に会わないと欠乏症が出る。今日子に対して一方的に馴れ馴れしいが、同類に見られたくない彼女からは鬱陶しいと思われ、「ビッチ」と呼ばれている。本人は「おデコがチャームポイント」という。あまりにも今日子に蹴り飛ばされるため、真に防御を習い、鉄壁の防御と称するが、プロレス技や剣には無力。
地元愛が強く、魔王と同じくらいの「柏レイ●ル」の熱烈なファンで、「チー○くん」や地元の話題をよく振ってくる。
多才なところもあり、絵がうまく漫画が描けたり、魔王のアイコンタクトを正確に読み取ったりする。
旭 奈々（あさひ なな） 【3代目魔法使い】
- 装備 - ケリュケイオン（杖）
- 特殊能力 - 『絶対嗅覚（アルティメット・アロマ）』：嗅覚を犬並みに拡張する。

小学校5年生、11歳。語尾が「- ですの」というおっとりとした口調だが毒舌。
基板が醸し出す臭いを好むほどハイテク機器が好きな科学至上主義者で、魔法使いであるにもかかわらず魔法の存在は否定している。魔法使いとしての装備であるはずの杖を「撲殺☆滅殺スティック」と称し、鈍器として使用する。その一方で、マーリンの召喚魔法を見た際は目を輝かせる。
甘い菓子に目がなく、由に餌付けされ、今日子などにあざとく甘味を要求するが、可愛いので許される。
佐倉 真（さくら まこと） 【3代目僧侶】
- 装備 - アイギス（盾）
- 特殊能力 - 『エンジェル・キッス（いたいのいたいのとんでけ）』：治癒能力。生物のみならずニーソックスなどの非生物も一緒に治せる。同じ能力かは不明だが毒や麻痺を治すこともできる。

高校1年生、16歳。僧侶らしく優しさに溢れ、献身的で使命にも真面目な、セーラー服を着た可愛い女の子にしか見えないが、いわゆる「男の娘」であり、男子校に通っている。
中身も乙女で、趣味は下着のコレクション。この下着は女子用であり、布面積が小さいうえに着用しているため、スカートがめくれた際にそれを目撃した今日子にトラウマを植えつけることになる。手作り弁当を持ってきたり、気配りができたりする一面もある。空手経験者でもあり防御は鉄壁であるが、盾を防具として使用することはない。さらに柔道とカポエラも習っている。
盾に記されている名前の「佐」の字の右下は「工」ではなく「土」になっている。由には「余計な”もの”が付いている」ということではと示唆される。
九十九里 凜（くじゅうくり りん） 【3代目武闘家】
- 装備 - トリシューラ（鉤爪手甲）
- 特殊能力 - 『超電足（ソニック・ボルト）』：距離200メートルを9秒切るほどの超加速。

高校3年生。今日子や由と同じ学校の先輩。生徒会副会長を務めており、身長171.35センチ、バスト90センチ、くわえて美人とモデル並の容姿で、テストは毎回学年1位という頭脳も併せ持つ。
しかし、普通の人とは感覚がずれているところがあり、「（生徒会に）君が欲しい」「君を私のものにする」などと妖しい雰囲気で今日子を誘う。また、武闘家ながら運動は大の苦手で、前述の特殊能力も発動した直後に転んだりして、ろくに活かせない。
多古 恵（たこ めぐみ） 【3代目賢者】
最終話で初登場。前日に柏市に引っ越してきた。

### 魔界軍
ディアボロス・アンブロシウス・アーサー・太郎III世 【3代目魔王】
人間界を征服するべくやって来た魔界の王。威厳など欠片もないうえに、本人も認めるとおり喧嘩は非常に弱く、肝心なところで決まらない。さらに欲望やおだてにも弱く、なぜ魔王なのかまったく不明。部下のランスロットは、主としてふさわしいか採点した結果「18点」だという。今日子の家の向かいに立つ家賃1万円の老朽化著しいアパート「キャメロット荘」の201号室で、従者のマーリンとともに貧乏暮らしをしている。頭の両脇に付いている大きな角は被っている兜の一部であって、直接頭部から生えているわけではない。地元のJリーグチーム「柏レイ●ル」の熱狂的なファン。身長183センチ。
魔王ではあるがまったく悪ではなく、かなりの怠け癖があるだけで根は善人。今日子が風邪をひいて弱っているときは、見舞いの品を置いたり、ハンカチを落とした際はバスを追いかけて渡したりする。「クソダサい格好」（今日子評）と性格のため気づきにくいが、実はそれなりに美形である。
田中 たろう（たなか たろう）
兜を脱いだ魔王。印象が変わるため今日子には魔王と同一人物であると気づかれない。ただし、今日子以外には一目で魔王と呼ばれる。むしろ少し気になる近所の住人として惹かれるようなところがある。上記の名前はとっさに今日子に名乗る偽名で、職業はウェブデザイナーを自称する。

マーリン
魔王の従者。獣耳と尻尾の生えた女魔族で、眼鏡をかけている。魔王には「マリさん」と呼ばれている。魔王家の家事一切を行なっている。しっかり者の倹約家であり使命にも真面目で、だらしない魔王に対して色々と小言が多い。年齢は人間界でいうと17歳だが、貧乏暮らしで生活臭が溢れており、魔王には実際の年よりも上に見られる。
召喚魔法の使い手であり強力な召喚獣を喚ぶことができるが、勇者たちではなく余計な言動が多い主の魔王がもっぱらその攻撃の犠牲者となる。身長162センチ。
ランスロット
魔界最強の暗黒騎士。魔界の血統書付き犬のオス。見た目はかわいい子犬だが、それに反して渋い声（イメージは「速●奨」）で人語を話す。武装しても小さい犬のまま。
主である魔王よりかなり裕福らしく、駅前のタワーマンションに住み、ハイヤーに乗ってキャメロット荘に通勤する。魔力を消費すれば人型の姿をとることもできるエリート獣型魔族であり、その変身した姿は魔王も嫉妬する美形。見た目・実力・金を併せ持っているが、女の子が苦手で、触られたりパンツを見たりするだけで鼻血を噴くという弱点があり、非常に純情な性格。しかし、敵である僧侶の真には、実際は男なのでその拒絶反応が出なかったことから「彼女こそ運命の女性（ひと）」と勘違いをする。
パーシヴァル
闇のアサシン。猫耳と尻尾の生えた女魔族。年齢は人間界でいうと20歳くらい。つねに携えているランスの技能資格は準2級。小声で喋る、コミュニケーションが不得手な「ゆとり娘」。少し怒られた程度ですぐ辞める芯の弱さと、求められると好条件を要求する強欲さを持っている。
今日子を襲おうとするが、名乗りを上げている最中にみぞおちに蹴りを受け、闇のアサシンを1日で辞める。その後コンビニのアルバイトをしようとするが、面接時に声が小さいと言われただけでふたたび逃避。結局魔王とマーリンに引き止められ、好条件を提示して復帰する。
ランスロットの人間時の姿を見て一目惚れするが、メールアドレス交換すら言い出せない。ガウェインとはホラー映画好き同士として、２人でビデオ鑑賞する仲になる。
ガウェイン
魔王のいとこでエリート魔族。自称「ウルトラダーク女子高生」。いわゆる良家の息女で、思ったまま言い行動するので、マーリンには生意気と評され、今日子には殴られる。
かなり天邪鬼な性格で、焦ったり照れたりすると行動と言葉が一致しなくなる。魔王を「あー兄様」と呼び、邪悪な魔王にしようとするが、その試みはまったく進行できない。

### その他
四街道 涼（よつかいどう りょう）
真の女装友達。真と同じく女の子にしか見えない女装少年で可愛いもの好きだが、中身は普通の年頃の男の子であり、純情で女性に免疫がない。
大網白里 天子（おおあみしらさと あまこ）
凜が所属する生徒会の生徒会長。椅子に座って目を開けたまま眠ることができる。それも授業中に寝ていると起こされるので、起こされないように寝る術を編み出したという、努力する方向が明後日に向いている変人。テストは学年で下から3位。
睦沢 順（むつざわ じゅん）
生徒会書記。会長と副会長に振り回されている苦労人。
ナインハルト・ウーザー・ペンドラゴン
勇者の剣に宿る2代目勇者の意思。危機に陥った際に現れると今日子に告げる。
今日子がテスト問題がわからないというだけで出てくるが、自分も分からないとテスト用紙を細切れにし、ほかにも言っていることが一致しない。加えて「ロリコン」でもある。煩わしく思った今日子による物理攻撃は効かないが、お祓いをすると出てこなくなる。
イチカーワ・カエサル・キョコターン
勇者の剣に宿る初代勇者の意思。顔は、今日子に似ている。はやり病で死んだらしい。３代目の体を借りて女の子ライフをエンジョイしようと出てくる。必殺技は、超ウルトラハイパーギガワンダフルハウディモールエグゼクティブアーマーブレイクスラッシュ。

## 書誌情報
- いわさきまさかず 『あしたの今日子さん』 アスキー・メディアワークス〈電撃コミックス〉、全7巻
  1. 2012年1月27日発売、ISBN 978-4-04-886283-7
  2. 2013年1月26日発売、ISBN 978-4-04-891350-8
  3. 2014年1月27日発売、ISBN 978-4-04-866240-6
  4. 2015年2月27日発売、ISBN 978-4-04-869212-0
  5. 2016年2月27日発売、ISBN 978-4-04-865720-4
  6. 2017年2月27日発売、ISBN 978-4-04-892720-8
  7. 2018年2月27日発売、ISBN 978-4-04-893642-2